# Deslocalização eletrônica
Em química deslocalização eletrônica ou elétrons deslocalizados são elétrons em uma molécula que não estão associados a um único átomo ou a uma ligação covalente. Elétrons deslocalizados são contidos dentro de um orbital que se estende ao longo de vários átomos adjacentes. Classicamente, os elétrons deslocalizados podem ser encontrados em sistemas conjugados de ligações duplas e sistemas aromáticos e mesoiônicos. É cada vez mais aceito que os elétrons em níveis de ligação sigma também estão deslocalizados. Por exemplo, no metano, os elétrons de ligação são compartilhados por todos os cinco átomos igualmente. 
O fenômeno da deslocalização eletrônica pode ser explicado através da teoria dos orbitais moleculares, onde os elétrons pertencem à molécula e não aos átomos ou ligações.